# 549 هـ
549 هـ هي سنة في التقويم الهجري امتدت مقابلةً في التقويم الميلادي بين سنتي 1154 و1155.

## مواليد
- محمد بن عبد الواحد الملاحي
- أبو نصر الشيرازي
- ابن عنين